# Elaeocarpus laurifolius
Elaeocarpus laurifolius är en tvåhjärtbladig växtart som beskrevs av Asa Gray. Elaeocarpus laurifolius ingår i släktet Elaeocarpus och familjen Elaeocarpaceae. Inga underarter finns listade i Catalogue of Life.